# 14244 Labnow
14244 Labnow (2000 AT29) là một tiểu hành tinh vành đai chính được phát hiện ngày 3 tháng 1 năm 2000 bởi nhóm nghiên cứu tiểu hành tinh gần Trái Đất phòng thí nghiệm Lincoln ở Socorro.